# María Ruiz de Burton

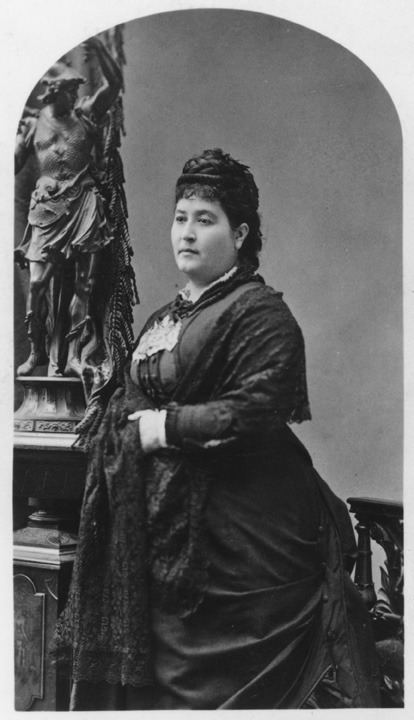
María Ruiz de Burton

María Amparo Ruiz de Burton (* 3. Juli 1832 in Baja California; † 12. August 1895 in Chicago) gilt als die erste weibliche mexikanische Amerikanerin, die auf Englisch schrieb. Sie veröffentlichte zwei Romane: Who Would Have Thought It? (1872) sowie The Squatter and the Don (1885) und ein Theaterstück, das auf Miguel de Cervantes’ Roman Don Quijote basierte.
Ruiz de Burtons Werk wird der frühen Chicano-Literatur zugerechnet. Sie vertritt in ihm die Sichtweise der mexikanischen Bevölkerung, deren Mitglieder nach der Niederlage Mexikos im Mexikanisch-Amerikanischen Krieg und den daraus folgenden Gebietsabtretungen Mexikos an die Vereinigten Staaten durch den Vertrag von Guadalupe Hidalgo plötzlich zu US-amerikanischen Staatsbürgern und damit zu einer überwiegend spanischsprechenden katholischen Minderheit in einem von englischsprachigen Protestanten geprägten Land wurden, das ihnen die gesetzmäßige Gleichstellung keineswegs zubilligte. Ihr persönlicher Hintergrund ermöglichte ihr dabei besondere Einblicke. Ruiz de Burton heiratete einen einflussreichen protestantischen General, dessen Berufstätigkeit dazu führte, dass sie einen Teil ihres Lebens sowohl an der Ost- wie an der Westküste der Vereinigten Staaten verbrachte. Sie war damit sowohl Zeitzeugin der Besiedlung des Westens Nordamerikas als auch des Amerikanischen Bürgerkriegs und seiner Folgen. Ihr Werk setzt sich deshalb mit Ethnizität, Einfluss und Macht, Geschlechterrollen und Schichtzugehörigkeit auseinander.

## Kindheit
María Amparo Ruiz wurde am 3. Juli 1832 im mexikanischen Bundesstaat Baja California Sur geboren. Der genaue Geburtsort ist unbekannt, vermutet wird meist entweder Loreto oder La Paz. Ihr Großvater José Manuel Ruiz war ein ranghoher mexikanischer Militär, der von 1822 bis 1825 Gouverneur von Baja California war. Für seine Dienste erhielt er über 3500 Hektar Land in der Region von Ensenada.
Ruiz de Burtons Jugend war vom Mexikanisch-Amerikanischen Krieg geprägt. Im Alter von 15 Jahren war sie Zeugin, wie ihre Stadt La Paz an die Amerikaner fiel. Wenig später traf sie erstmals ihren späteren Ehemann Henry S. Burton, der ein Teil der Truppen kommandierte, die La Paz eroberten. Gegen Ende des Krieges zeichnete sich ab, dass Baja California weiterhin zu Mexiko gehören würde, während Alta California Teil der Vereinigten Staaten würde. Burton unterstützte Einwohner von Baja California, die nach Alta California ziehen wollten und auf diese Weise zu US-Amerikanern würden. Kurz nach der Unterzeichnung des Vertrages von Guadelupe Hidalgo im Jahre 1848 zogen Ruiz de Burton, ihre Mutter und ihr Bruder deshalb nach Monterey.

## Heirat
Ruiz de Burton war römisch-katholisch, ihr zukünftiger Ehemann Protestant. Keiner der beiden wollte wegen der Eheschließung seine Religionszugehörigkeit aufgeben, was auf Grund ihrer jeweiligen sozialen Position auch auf Widerstand gestoßen wäre. Henry S. Burton zählte zu den US-amerikanischen Kriegshelden, Ruiz de Burton dagegen zu einer prominenten und bekannten katholischen Familie. Sowohl José González Rubio, katholischer Bischof dieser Region, als auch der Gouverneur von Kalifornien protestierten daher gegen die geplante Eheschließung. Das Paar konnte schließlich einen protestantischen Pfarrer in Monterey davon überzeugen, sie miteinander zu verheiraten. Die Eheschließung erfolgte am 7. Juli 1849, nur wenige Tage nach Ruiz de Burtons 17. Geburtstag.
Heiraten zwischen mexikanischen Amerikanern und prominenten US-amerikanischen Militärs waren selten. Ruiz de Burton wurde von vielen mexikanischen Amerikanern als Verräterin gesehen, weil sie einen Mann heiratete, der aktiv an der Eroberung ihres mexikanischen Geburtslandes beteiligt war. Es gibt jedoch auch eine andere Sichtweise auf diese Eheschließung: Mit ihrer Ehe öffneten sich für Ruiz de Burton Möglichkeiten, in der US-amerikanischen Gesellschaft aufzusteigen, die ihr als US-Amerikanerin mexikanischer Herkunft nicht offengestanden hätten.  Ruiz de Burtons spätere Handlungen zeigen, dass sie sich nicht scheute, von ihren sozialen Verbindungen Gebrauch zu machen; genauso klar ist jedoch, dass sie häufig mit für sie widersprüchlichen Situationen konfrontiert war.
Am 4. Juli 1850 kam Nellie, Ruiz de Burtons erstes Kind, zur Welt. Zwei Jahre später zog die Familie nach San Diego, wo Burton das Kommando über die Militärstation bei Mission San Diego de Alcalá übernahm. Das Ehepaar erfreute sich in San Diego eines großen Bekanntenkreises, und Ruiz de Burton initiierte eine kleine Theatergruppe, in der als Schauspieler vor allem Soldaten der Militärstation auftraten. 1853 erwarb das Ehepaar Rancho Jamul, einen großen Landbesitz außerhalb von San Diego. Sie lebten ab dem 3. März 1854 dort mit ihrer Tochter sowie Ruiz de Burtons Mutter und Bruder. Das zweite Kind des Ehepaares, ein Sohn, der auf den Namen Henry getauft wurde, wurde am 24. November desselben Jahres geboren.
Im August 1859 wurde Burton an die Ostküste der Vereinigten Staaten versetzt. Ruiz de Burton und ihre Kinder begleiteten Vater und Ehemann. Während der nächsten 10 Jahre lebte die Familie auf Rhode Island, in New York, in Washington, D.C., in Delaware und in Virginia. Burton, der an dem Wiederaufbau nach den Zerstörungen des Amerikanischen Bürgerkrieges und an der staatlichen Neuordnung der ehemaligen Staaten der Konföderation, in denen die Sklaverei nunmehr abgeschafft war, beteiligt war, zog sich 1865 Malaria zu. Er starb am 4. April 1869 an den Folgen dieser Krankheit in Newport, Rhode Island.

## Witwenleben
Nachdem ihr Mann in West Point begraben worden war, kehrte Ruiz de Burton 1870 nach Rancho Jamul in San Diego zurück. Während ihrer verbleibenden Lebensjahre war sie in eine Reihe von Rechtsstreitigkeiten verwickelt, um sich den Besitz an Rancho Jamul zu sichern. Gleichzeitig arbeitete sie intensiv als Schriftstellerin.
Die Rechtsstreitigkeiten resultierten daraus, dass die Grundbucheintragung nach dem Erwerb von Rancho Jamul erst in den 1970er Jahren erfolgte. Siedler hatten sich in der Zwischenzeit auf dem Land niedergelassen. Ruiz de Burton gewann bis 1875 alle Rechtsstreitigkeiten um den Besitz ihres Landes, hatte das Land jedoch auch beleihen müssen, um die finanziellen Mittel zur Durchsetzung ihres Rechtstitels zu haben. Von dem ursprünglichen Besitz blieben ihr deshalb nur knapp 1000 Hektar. Gleichzeitig war sie ein einfallsreicher Entrepreneur. Bereits 1869 gründete sie mit ihrem Sohn Henry und einigen Geldgebern eine Zementfabrik, die Jamul Portland Cement Manufacturing Company. Diese nutzte unter anderem die natürlichen Kalkvorkommen, die sich auf dem Gebiet von Rancho Jamul befanden. Die Firma bestand bis 1891. Während Ruiz de Burton in den 1870er Jahren auf Rancho Jamul lebte, betrieb sie Rinderzucht, baute Weizen und Hafer sowie Wunderbäume an, um aus letzterem Rizinusöl zu gewinnen, und verpachtete das blumenreiche Hügelland der Rancho Jamul an Imker.
In dieser späten Phase ihres Lebens schrieb  Ruiz de Burton zwei Erzählungen und ein Theaterstück. Ihr erster Roman, Who Would Have Thought It?, erschien 1872. Ihr Theaterstück Don Quixote de la Mancha: A Comedy in Five Acts: Taken From Cervantes’ Novel of That Name wurde 1876 in San Francisco veröffentlicht und uraufgeführt. Ihr zweiter Roman, The Squatter and the Don, erschien 1885. Ruiz de Burton starb 1895 während einer Reise nach Chicago. Begraben wurde sie auf dem Calvary Catholic Cemetery in San Diego.

## Einzelbelege
1. 1 2  Rosaura Sánchez und Beatrice Pita: Conflicts of Interest: The Letters of María Amparo  Ruiz de Burton. Arte Público Press, Houston 2001, Einleitung
2. 1 2 3  Amelia María de la Luz Montes und Anne E. Goldman: „Mine Is The Mission to Redress.“ 2004, S. 245
3. 1 2 3 4 5 6 7  Kathleen Crawford: María Amparo Ruiz Burton: The General’s Lady. 1984
4. 1 2  Rosaura Sánchez und Beatrice Pita: Conflicts of Interest: The Letters of María Amparo  Ruiz de Burton. Arte Público Press. Houston 2001, Einleitung

| Personendaten    | Personendaten                              |
| ---------------- | ------------------------------------------ |
| NAME             | Ruiz de Burton, María                      |
| ALTERNATIVNAMEN  | Ruiz de Burton, María Amparo               |
| KURZBESCHREIBUNG | mexikanisch-amerikanische Schriftstellerin |
| GEBURTSDATUM     | 3. Juli 1832                               |
| GEBURTSORT       | Baja California                            |
| STERBEDATUM      | 12. August 1895                            |
| STERBEORT        | Chicago                                    |